# Coronacrisis in Duitsland
De coronacrisis in Duitsland begon op 28 januari 2020 toen de eerste besmetting met het coronavirus SARS-CoV-2 in Duitsland werd vastgesteld. De patiënt was afkomstig uit het Landkreis Starnberg in Beieren en werd in een ziekenhuis opgenomen en geïsoleerd. Later die dag werden nog drie besmettingen gemeld, alle in de deelstaat Beieren. Op 25 februari waren er de eerste twee besmettingen in de Kreis Heinsberg, Noordrijn-Westfalen, nabij de Nederlandse grens. Op 29 februari was dit aantal opgelopen tot 60.
Op 11 maart was het aantal besmettingen in Duitsland 1567. Er waren 16 mensen genezen en 3 mensen waren overleden aan het virus. De grootste concentratie besmettingen was in Noordrijn-Westfalen (367). Daarnaast waren er ook in Baden-Württemberg en Beieren relatief veel besmettingen (116 resp. 117).
Op 13 maart was het aantal besmettingen 3.062. Er waren 7 doden geteld.
Op 15 maart was het aantal besmettingen 4.838. Er waren 12 doden geteld. De grootste concentratie besmettingen was nog steeds in Noordrijn-Westfalen (1.407). Daarnaast waren er ook in Baden-Württemberg en Beieren relatief veel besmettingen (827 resp. 886). In Berlijn stond de teller op 265 en in Hessen op 286.
Op 18 maart was het aantal besmettingen 10.087. De grootste concentratie besmettingen was nog steeds in Noordrijn-Westfalen (2.372). Daarnaast waren er ook in Baden-Württemberg en Beieren relatief veel besmettingen (1.609 resp. 1.243). In Nedersaksen stond de teller op 478, in Hessen op 432 en in Berlijn op 391. Het aantal zieken onder de bevolking is nu het hoogste met 13,2 per 100.000 in Noordrijn-Westfalen.

Aantal besmettingen (blauw) en doden (rood) door COVID-19. De stippellijnen geven het dagelijkse verschil aan.

## Maatregelen
Op 13 maart kondigden de meeste deelstaten aan dat de scholen zouden worden gesloten.
Vanaf 14 maart werden door de deelstaten de meeste evenementen en sportwedstrijden afgelast.
Vanaf 16 maart waren de grenzen met Frankrijk, Zwitserland, Oostenrijk, Luxemburg en Denemarken grotendeels gesloten. De grenzen bleven open voor goederentransport. Denemarken, Tsjechië en Polen hadden hun grenzen op 13 maart (gedeeltelijk) al gesloten. Als gevolg hiervan ontstonden er lange files voor de grenzen met Polen en Tsjechië, waardoor ook het vrachtverkeer grote vertraging opliep. In Beieren werd de noodtoestand uitgeroepen.
Op 16, 17 en 18 maart werden in alle Bundesländer de scholen voor een periode van een maand gesloten.
Met ingang van 17 maart werden talrijke winkels en voorzieningen in heel Duitsland gesloten. Supermarkten en andere winkels die mensen bedienen blijven open. Detailhandel in levensmiddelen en diervoeders, wekelijkse markten, bezorgdiensten, apotheken, winkels voor medische artikelen, drogisterijen, benzinestations, banken en spaarbanken, postkantoren, wasserijen, winkels voor dierenbenodigdheden, bouwmarkten en groothandelaren blijven ook open.
Vanaf 18 maart zijn reizigers die nog per schip of vliegtuig konden reizen uit Denemarken, Luxemburg, Italië, Spanje en Zwitserland niet meer welkom in Duitsland. Bondskanselier Merkel kondigde aan dat de EU-leiders hebben besloten dat de komende dertig dagen reizigers van buiten de EU-landen niet meer toegelaten worden in de Europese Unie.
Steeds meer Duitse deelstaten scherpen zelf de coronamaatregelen aan. In Beieren, Hessen en Saarland mogen geen groepen groter dan vijf personen meer op straat zijn. In Baden-Württemberg is dat zelfs niet meer dan drie. Ook restaurants, kappers, tuin- en bouwmarkten zijn nu gesloten. In de eerste dorpen en steden is al een totale lockdown ingevoerd. Daar mag men ook niet meer de straat op voor sport of een wandeling.
Inwoners van het hele land mogen niet langer met meer dan twee mensen tegelijk de straat op, uitgezonderd gezinnen.
Ook de recreatiesector ging volledig op slot. Zo mochten musea, dierentuinen en attractieparken niet openen voor bezoekers. Voorlopig blijven alle attractieparken gesloten tot en met 31 augustus 2020.
Januari 2021: Duitsers mogen niet verder dan vijftien kilometer van hun huis reizen tenzij ze daar een goede reden voor hebben.

### Afbouwen maatregelen
Begin april gaf de minister van de deelstaat Noordrijn-Westfalen aan dat er na Pasen een versoepeling van de maatregelen moest gaan plaatsvinden, mede omdat de maatregelen leken te werken. Tevens bleek uit een studie dat mogelijk 15% van de bevolking van de plaats Heinsberg al met het coronavirus besmet was geweest.
In de deelstaat Noordrijn-Westfalen mochten per 9 april beroepsruiters en -amazones trainingen geven aan hun paarden zolang dit op eigen terrein is.
Vanaf 20 april mochten in de deelstaat Rijnland-Palts alle dierentuinen weer openen voor bezoekers. Echter met een maximum aantal bezoekers en online reserveringssysteem. Een safaripark in het Duitse Noordrijn-Westfalen had de deuren al eerder geopend voor de autosafari.
Vanaf 27 april mochten dierentuinen in de deelstaat Brandenburg weer openen voor bezoekers.
Vanaf 30 april mochten in heel Duitsland, onder bepaalde voorwaarden, musea, kerken, speeltuinen en dierentuinen weer openen voor publiek. Op 8 mei maakte het attractiepark Europa-Park in Baden-Württemberg bekend te zullen openen op 29 mei.

### Weer oplopende besmettingen
In het najaar van 2021 begon het aantal covidbesmettingen zowel in Duitsland als in veel andere Europese landen weer sterk op te lopen.  Het Robert Koch Instituut meldde op 24 november 66.884 nieuwe COVID-19-besmettingen in 24 uur. Dit was het hoogste aantal nieuwe vastgestelde besmettingen binnen een dag in Duitsland sinds het begin van de pandemie, nadat er de weken daarvoor ook al dagrecords waren gebroken.